# Bodenheim
Bodenheim là một xã (Fremdenverkehrsgemeinde) trong huyện Mainz-Bingen thuộc bang Rheinland-Pfalz, Đức.
Xã này có khoảng cách khoảng 12 km về phía nam trung tâm Mainz bên rìa vùng Frankfurt Rhine Main. Xã này có các khu vực trồng nho, có nhiều nhà máy rượu vang.